# Architecture de la ligne 93 du tramway de Bruxelles
Cette page reprend une partie des bâtiments remarquables se trouvant sur le trajet de la ligne 93 du tramway de Bruxelles.

## Historique et Développement du tracé
La ligne 93 du tram de Bruxelles est une ligne de tramway créée le 31 août 2013 reliant Stade à Legrand. Elle est issue de la division de la ligne 94, la ligne la plus longue du réseau jusqu’alors en nombre d’arrêts (elle en comptait 54), et en distance (20,50 km). L’indice 93 était déjà utilisée pour une ligne qui fonctionnait jusqu’à la mise en application de la troisième phase de restructuration du réseau en 2005-2007. Autrefois, la ligne 2 et 6 desservaient les arrêts de la ligne 93 en attendant la création du métro bruxellois. La ligne traverse divers quartiers emblématiques de Bruxelles tel que la rue Royale ou l’avenue Louise respectivement créé en 1828 et 1864. Entre 1830 et 1890 Bruxelles devient une ville attractive avec son centre d’affaire et ses nombreuses industries, les habitants doivent davantage se déplacer pour leur travail et leur distractions. De par sa proche position du centre, l’avenue Louise s’embourgeoise fortement et les premières lignes de tramways apparaissent. Au vu du prix d’un billet de tramways (environ un dixième du salaire ouvrier moyen), ce moyen de transport était réservé à une classe élitiste. «Le tracé actuel de la ligne 93 suit certains arrêts (Sainte-Marie / Botanique) des boulevards circulaires de l’époque, long de 8 kilomètres, il suivait le tracé des remparts qui furent élevés par la ville après la guerre de Flandre, mais qui furent démolis et remplacés par un boulevard circulaire sur l’ordre de Napoléon en 1810. Ces boulevards circulaires ont été séparés en deux lignes distinctes : celle du haut de la Ville et celle du bas de la Ville. Ces deux lignes sont à nouveau réunies en 1922, sous le numéro de ligne « 15 », qui circulera jusqu’au 28 novembre 1967.»,

## Architecture autour de la ligne 93 (Stade Legrand)

### Hôpital Brugmann
- 1923[4]

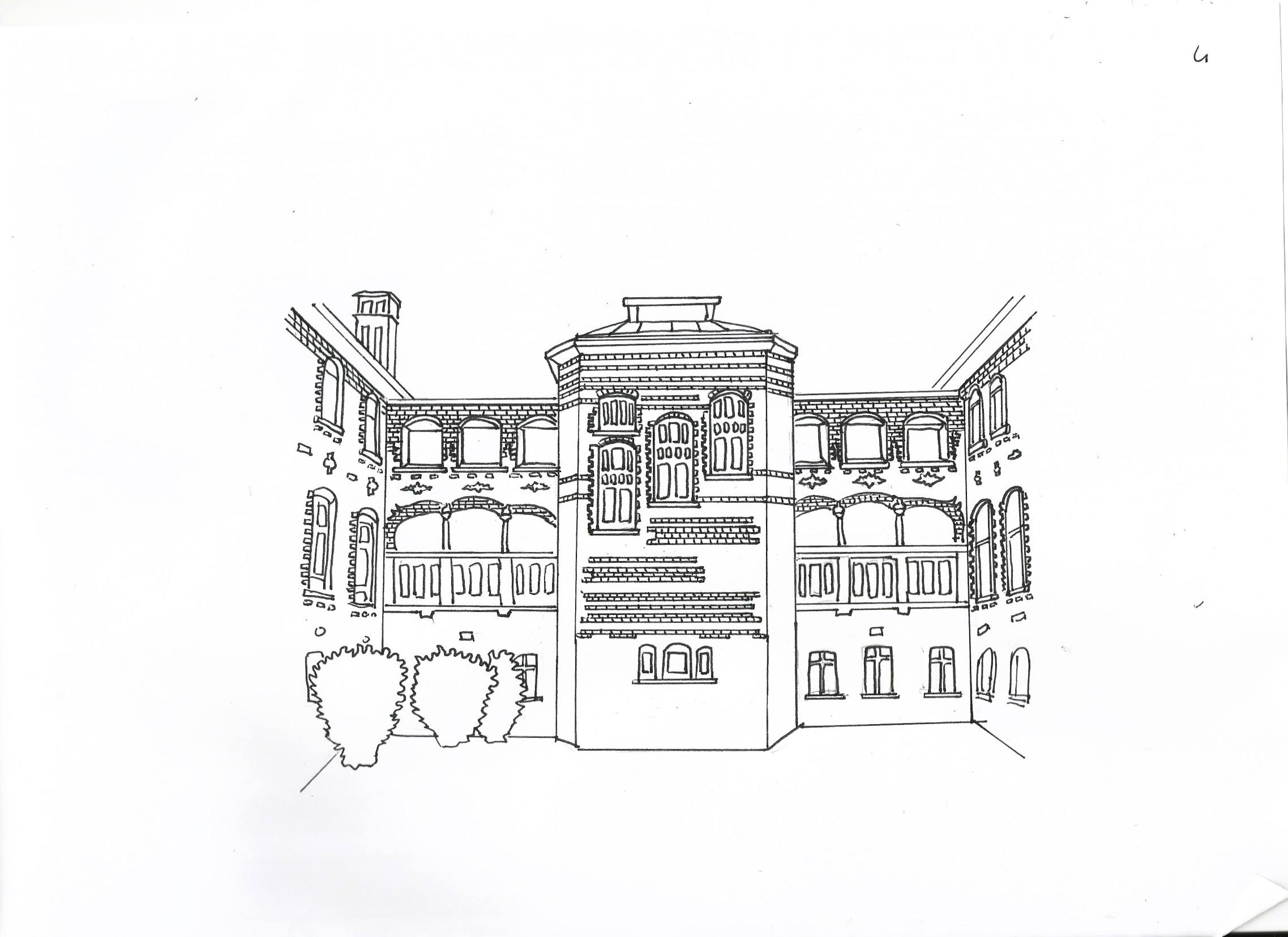
Hôpital Brugmann

- Place Van Gehuchten 4, 1020 Laeken
- Public
- Centre hospitalier universitaire

L’Hôpital Brugmann a été financé à son origine grâce au mécénat de Georges Brugmann (homme d’affaires et philanthrope qui fit fortune dans les sociétés minières et ferroviaires sous Léopold II) et créé par l’architecte Victor Horta. L’hôpital est inauguré en 1923 et se situe dans la commune de Laeken. L’architecture hospitalière est singulière et atypique, celle-ci se compose d’une structure pavillonnaire prenant la forme d’une cité jardin située dans un parc de 18 hectares. Loin des édifices Art nouveau qui ont fait le succès de Victor Horta, la conception de cet hôpital suit une architecture fonctionnelle et d’exception tant par sa taille que par les activités qui y prennent place. Le CHU Brugmann est le dernier hôpital général en Belgique à encore conserver cette structure. Suivant le mouvement humaniste de l’époque : l’air, la lumière et la verdure sont le moteur d’une architecture qui s’ancre dans une pensée hygiénique. La séparation des pavillons a été pensée pour protéger de la contagion entre les services, leur situation dans un parc permet également une meilleure exposition à l’air et à la lumière. Le cadre verdoyant apporte aussi un attrait apaisant pour les patients. Les différents départements sont placés dans une implantation symétrique, l’architecture du lieu se veut rationnelle et efficace, loin des enjolivements dantesques de l’Art Nouveau de l’époque. À partir de 1962, L’hôpital fut l’objet d’études de re-modernisation dans le but d’adapter le complexe aux nouveaux besoins hospitaliers de notre siècle tout en conservant l’aspect patrimonial de l’architecture d’Horta.

### Kiosque à musique
- 1913-1940/1950[5]
- Place Liedts, 1030 Schaerbeek
- Public
- Kiosque pour orchestre

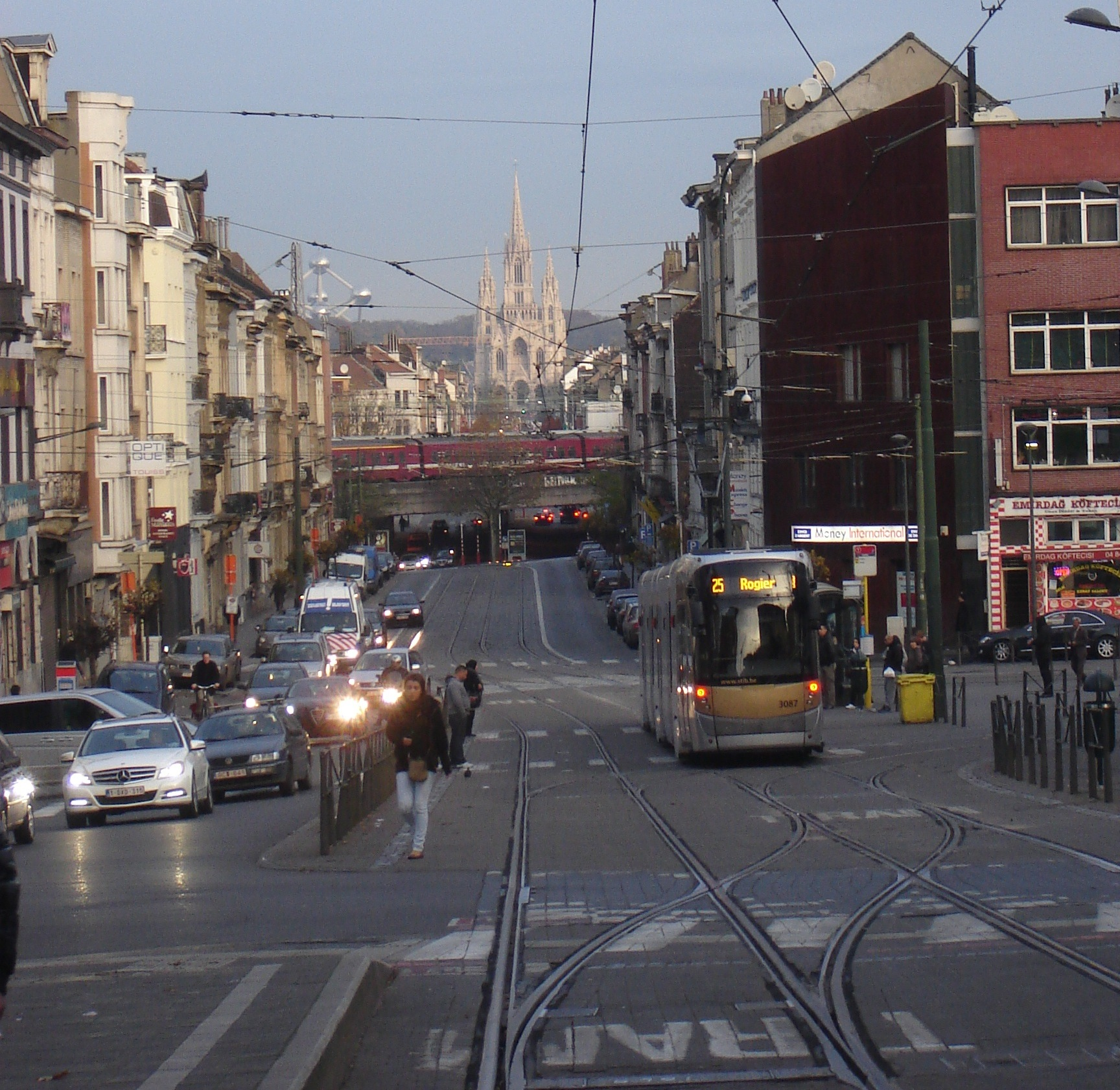
Place Liedts où se trouvait le kiosque

De forme allongée et irrégulière de nos jours, la place Liedts à Schaerbeek était autrefois une place rectangulaire de plus petite envergure. La place telle qu’on l’a connait aujourd’hui est due à un agrandissement vers 1870 commandé par le roi Léopold II souhaitant une place libre sur toute son étendue. La place Liedts était déjà autrefois un carrefour animé et festif dès la fin du XIXe siècle, on y trouve de nombreux cafés et salles de réunions d’associations politiques et artistiques. La place était également un lieu d’événements musicaux abritant de petits concerts chaque dimanche et jour de fête sur un kiosque démontable. De par la multiplicité de ces manifestations, un kiosque à musique permanent est érigé en 1913 par l’architecte communal Adolphe Paillet. Sa fonction principale était d’accueillir des orchestres. Outre cela son soubassement en pierre a été aménagé pour faire office de salle d’attente pour les usagers des tramways, mais aussi un local pour les contrôleurs, un poste de secours, un abri de vente de journaux et des toilettes publiques. La structure métallique du kiosque était de style Art nouveau et possédait une coupole en tuiles faisant écho à l’Eglise Sainte-Marie se situant à proximité. Par la suite, le parc Josaphat à proximité de la place se dote aussi à cette période d’un kiosque à musique, faisant progressivement baisser la popularité de celui de la place Liedts. Il est décidé pendant la Seconde Guerre mondiale que sous le kiosque serait aménagé un abri antiaérien. Par la suite le kiosque sera détruit entre 1940-1950.

### Église Sainte-Marie
- 1845[7]

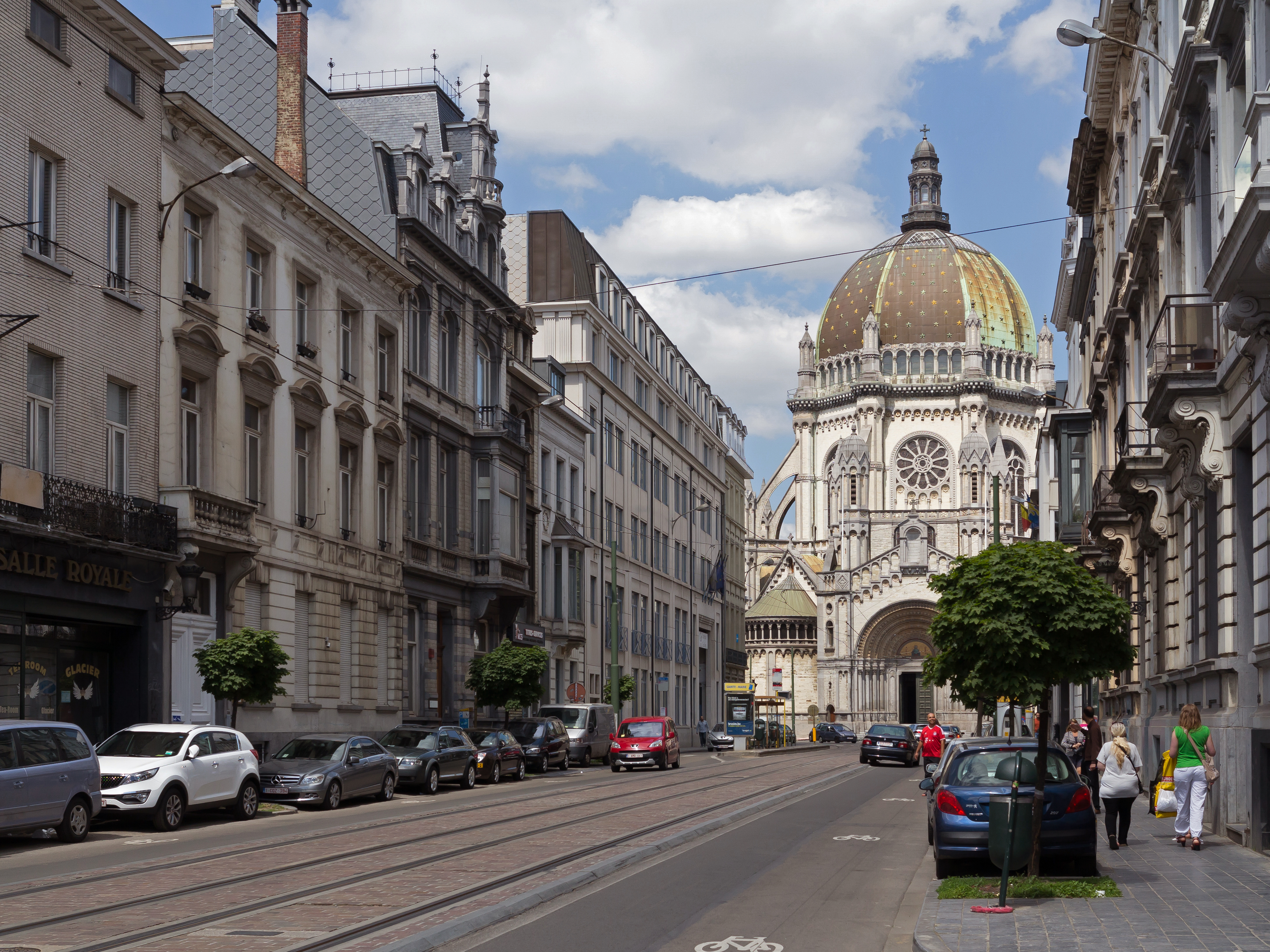
Eglise royale Sainte-Marie

- Place de la Reine, 1030 Schaerbeek
- Public
- Lieu de culte

L’église royale Sainte-Marie est un édifice religieux catholique sis place de la Reine à Schaerbeek. Située sur le « tracé royal » menant du château de Laeken au palais royal de Bruxelles et dédiée à la reine Louise-Marie (1812-1850), tout comme la place où elle est située, l’église Sainte-Marie obtint le qualificatif « royal ». Le monument, de style romano byzantin, a été édifié par l’architecte Louis Van Overstraeten, de 1845 à sa mort en 1849, alternent ensuite plusieurs périodes de travaux et d’arrêts de chantier par manque de fonds. Après la mort de Louis Roelandt en 1864, c’est l’architecte Gustave Hansotte qui est chargé de mener à bien la poursuite et la fin des travaux de construction et d’ornementation de l’église. En décembre 1867, il présente un nouveau projet pour l’achèvement de l’édifice, projet qui modifie le plan de Van Overstraeten. En 1886, Hansotte décède et ce sont les architectes François Thomisse et Alexandre Struyven qui lui succèdent à la direction du chantier. La réception définitive des travaux d’achèvement a lieu le 11.01.1888. Une longue période d’aménagements intérieurs débute alors, aménagements qui se poursuivent bien au-delà de la consécration solennelle de l’église, qui a lieu le 14.10.1902. L’église est centrée sur une nef octogonale couverte d’une coupole hémisphérique sur pendentifs. Le bas-côté est voûté d’ogives et dessert six chapelles saillantes en absidiole. Les façades extérieures sont en calcaire gréseux et possèdent des éléments architectoniques en pierre bleue, l’église est couverte de toits de cuivre.

### Le Botanique
- 1829[9]

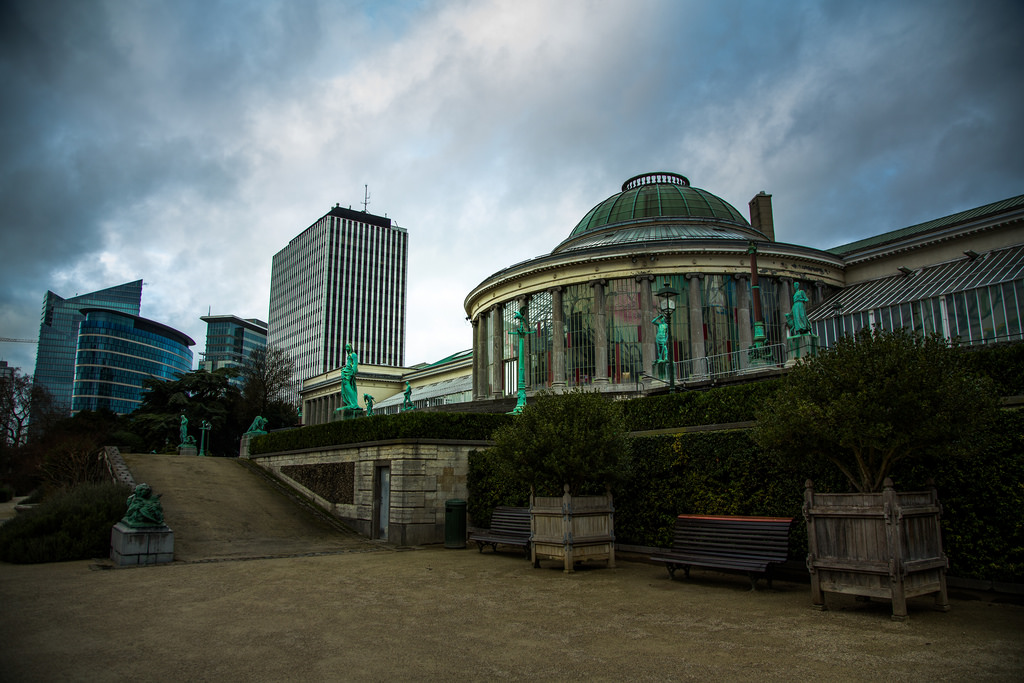
Le complexe Culturel du Botanique

- Rue Royale 236, 1210 Saint-Josse-ten-Noode
- Privée
- Centre Culturel

Le Botanique, ou Le Bota est un complexe culturel bruxellois de style néoclassique ouvert le 23 janvier 1984 dans le site classé des serres de l’ancien Jardin botanique de Bruxelles qui avait été inauguré le 1er septembre 1829. Dans les années 1820, la jeune Belgique souhaite agrandir sa Bibliothèque royale, supprimer les remparts de la ville, s’atteler à des transformations urbanistiques d’envergure en plein boom économique. Des financements permettent la création d’un nouveau jardin botanique en bordure de la ville. Schaerbeek n’était alors qu’un village et c’est pourtant ici que la Société royale d’Horticulture des Pays-Bas achète un terrain de 6 hectares. Aménagés par l’architecte Charles-Henri Petersen, bâtiments et jardin étaient inaugurés le 1er septembre 1829. Par la suite, des problèmes financiers viennent menacer le jardin. L’Etat achète l’ensemble en 1870 et protège son panorama, sa mission didactique et scientifique, ainsi que sa promenade publique. Ce fut l’âge d’or du Botanique durant un demi-siècle. Le site devient exigu et le Jardin Botanique se voit menacer d’émigrer et de rejoindre le domaine de Bouchout, à Meise en 1939. De plus la jonction Nord-Midi endommage davantage le jardin, il ne subira plus de changements par la suite. En 1979, la Communauté française réinvestit les lieux et fait revivre à nouveau Le Botanique grâce à sa nouvelle dimension culturelle.

### Le Parc Royal
- 1793[11]

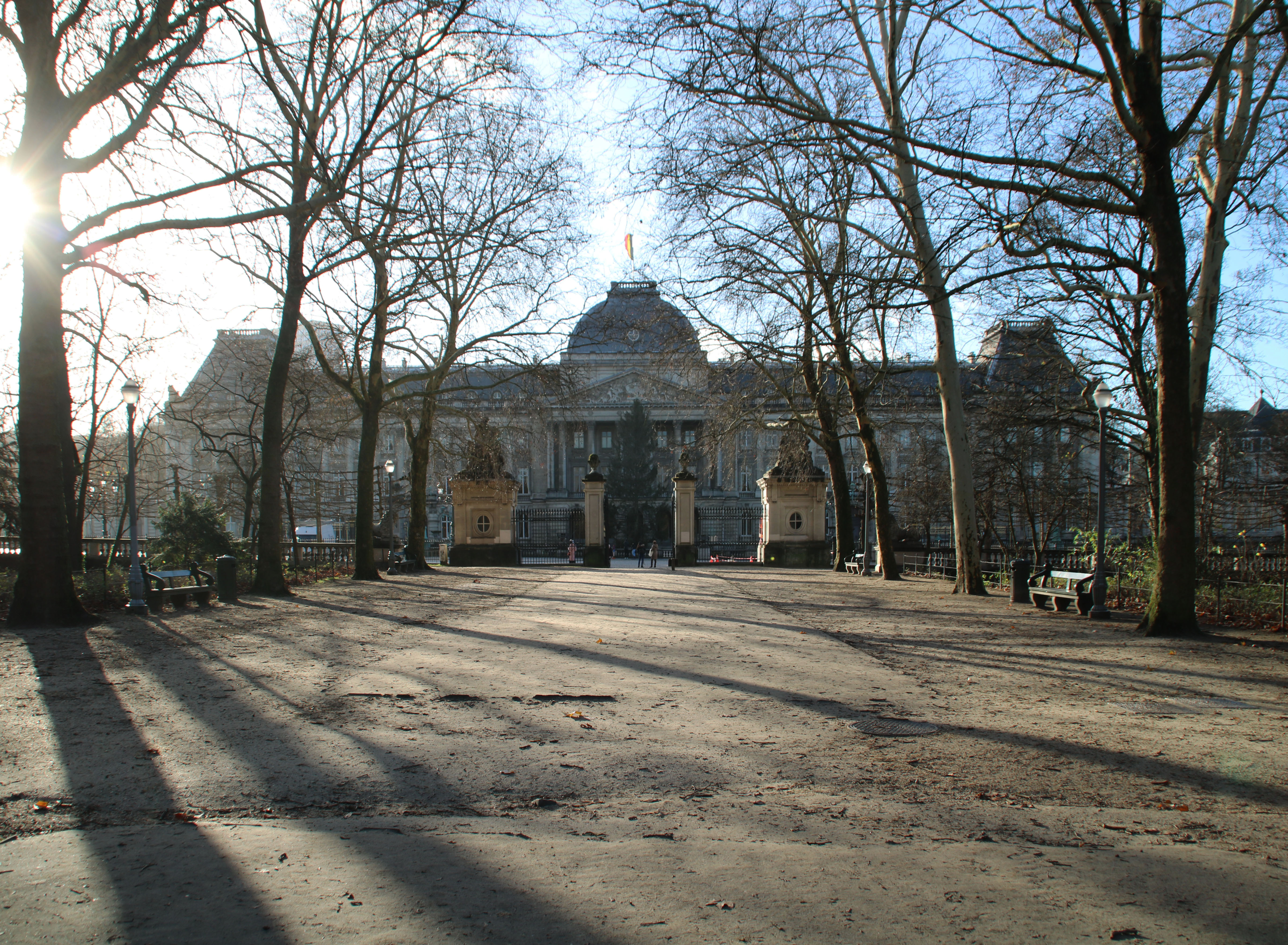
Parc de Bruxelles

- Place des Palais 7, 1000 Bruxelles
- Public
- Parc Public

Le parc de Bruxelles fut le premier parc public de Bruxelles, c’est un lieu privilégié de promenade et de rêverie conçu au siècle des Lumières. Il fut d’abord tracé une première fois au début du 18e siècle sur d’anciennes ruines du parc des ducs de Bourgogne et des gouverneurs des Pays-Bas. Peu de temps après, ce nouveau parc fut incendié en 1781 lors de la Révolution française. Un peu plus tard, en 1793, l’architecte Barnabé Guimard en collaboration avec le jardinier de la cour Joachim Zinner, crée un nouvel espace de verdure de type néo-classique à la française. Les bassins, allées et monuments forment une multitude d’outils symboliques s’identifiant aux maçons : l’équerre, le ciseau, le compas, la perpendiculaire, le niveau, la règle, le marteau, le maillet et la truelle. On y retrouve des cabinets de verdures, un kiosque à musique, le théâtre royal du parc, le Vauhall, un grand bassin octogonal et quelques infrastructures de restauration. De plus, en dessous du parc se dissimule un abri anti-bombe situé à proximité du Parlement et du palais royal. Les allées, qui occupent près de la moitié de la superficie, sont divisées en trois formant une date d’oie et assurant la liaison entre le haut de la ville et d’autre part le bas de la ville. Le parc Royal de Bruxelles est un parc public d’une superficie de 11 hectares et est classé au patrimoine de la région Bruxelles Capitale.

### Le Palais Royal

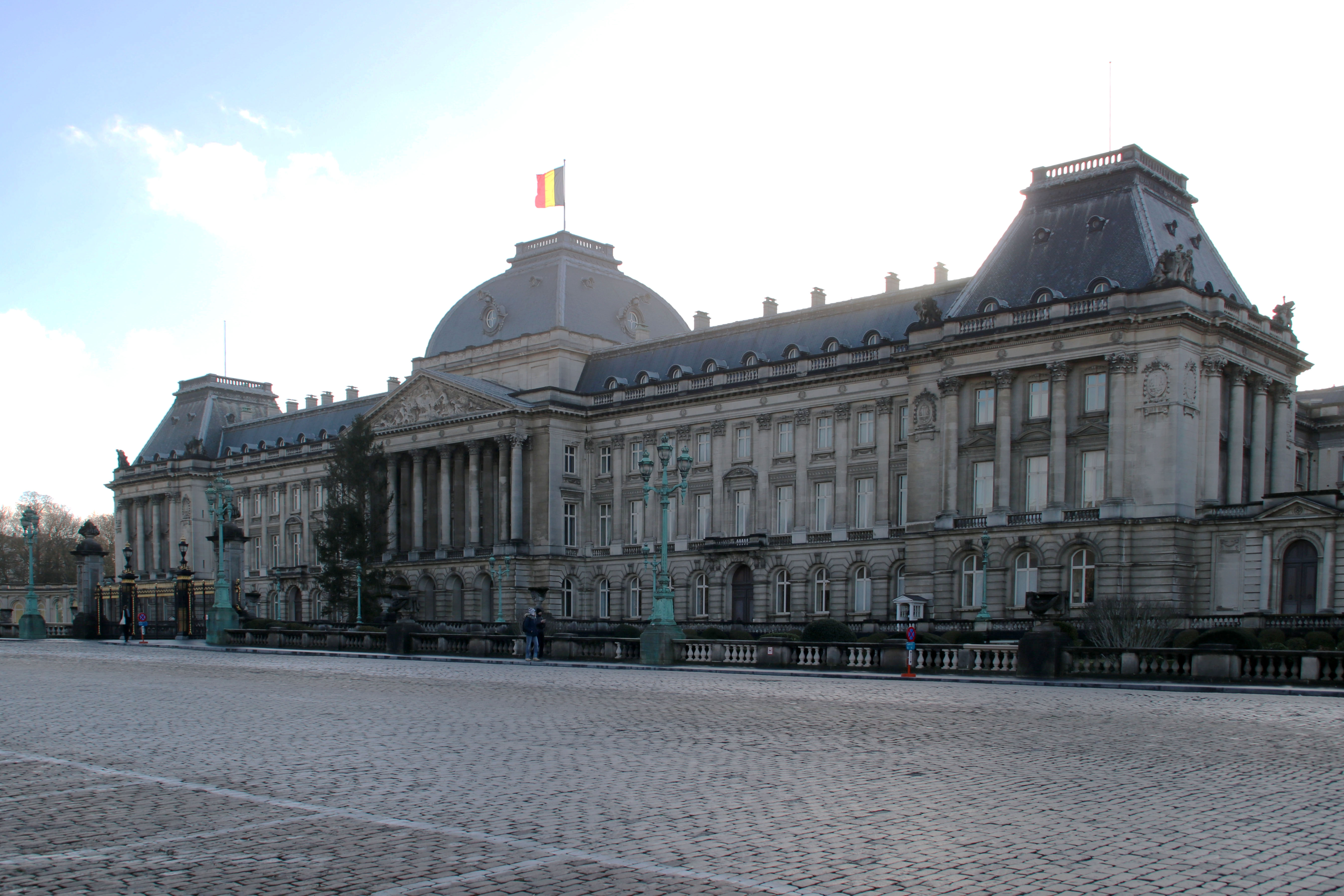
Palais royal de Bruxelles

- Fonction de palais à partir de 1915[13]
- Place des Palais, 1000 Bruxelles
- Privée
- Palais royal de Bruxelles

Le palais royal de Bruxelles est né de la réunion de quatre hôtels particuliers construits au XVIIIe siècle : Bender, Belgiojoso, Belle-Vue et Walckiers (ces deux derniers situés de nos jours dans la prolongation du palais royal). Il fut érigé à l’emplacement de l’ancienne Cour des ducs de Brabant et fut rapidement incendié en 1731. C’est au début du XIXe siècle que les premières transformations ont eu lieu, sous le règne du roi Guillaume Ier des Pays-Bas. En effet, à partir de 1815, les deux hôtels centraux (l’hôtel Bender et l’hôtel Belgiojoso) ont été agrandis et réunis pour former un bâtiment central à colonnade réalisé par Ghislain-Joseph Henry puis par Charles Vander Straeten. Entre 1827 et 1829, Tilman-François Suys construit deux pavillons sur la construction du palais et finit les travaux (une aile sera rajoutée en 1853). Puis, en 1904, Léopold II qui voyait le palais royal beaucoup plus grand, fit reconstruire la façade en style Louis XVI (retour au classicisme) par l’architecte Henri Maquet et les travaux durent jusqu’en 1936. Les intérieurs ont été inspirés sur des exemples français comme Versailles, et font partie du style Nouveau Baroque. Enfin, de nouveaux avant-corps (centraux et dans les coins) sont construits. L’avant-corps central est accompagné de piliers qui portent un fronton et un toit en dôme érigé par Thomas Vinçotte. La plupart de ces travaux ont été réalisés entre 1904 et 1911 sous les indications d’Henri Maquet. Il abrite aujourd’hui le bureau du roi belge, qui y accorde ses audiences et y exerce ses activités officielles, ainsi que quelques salles de réception richement décorées servant aux divers évènements annuels tels que les visites de chefs d’État ou encore des concerts de Noël.

### Hôtel Solvay
- 1895-1903[14]
- Avenue Louise 224, 1050 Bruxelles
- Privée
- Hôtel

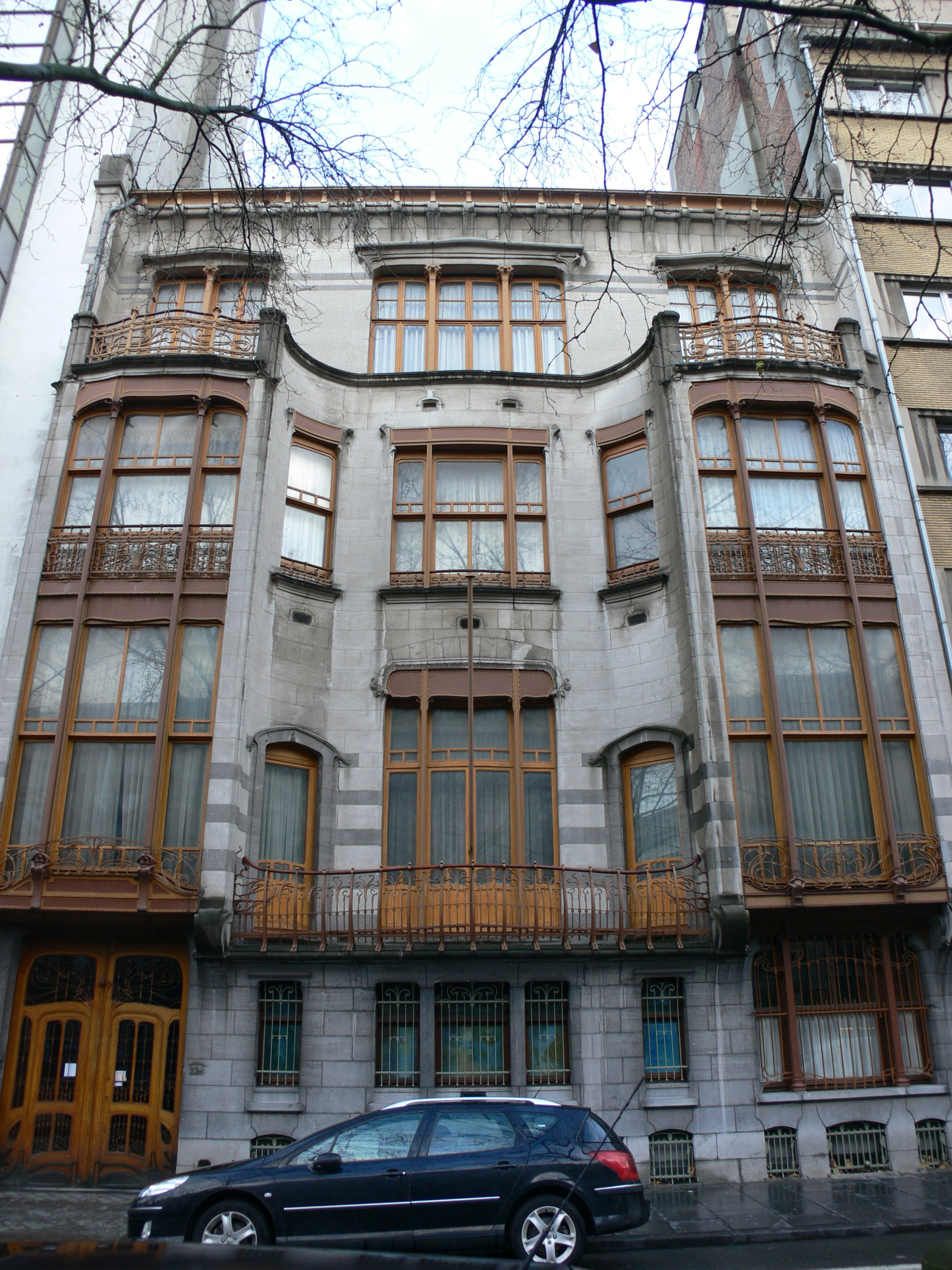
Hôtel Solvay

L’Hôtel Solvay est un hôtel de maître bruxellois de style Art nouveau conçu par l’architecte belge Victor Horta entre 1895 et 1903. C’est en 1894, qu’Armand Solvay, fils de l’industriel Ernest Solvay (société de Solvay & Cie), enthousiasmé par l’Art Nouveau confie à Victor Horta la réalisation de sa maison familiale située sur l’Avenue Louise, à Bruxelles. Inscrit au patrimoine mondial par l’UNESCO, l’hôtel Solvay est reconnu comme une œuvre majeure de l’architecte révolutionnaire. Il rompt avec les traditions architecturales, repense chaque problème en fonction du progrès technique que ce soit en matière d’utilisation de l’espace, de matériaux, de chauffage, d’aération ou d’éclairage. La révolution stylistique qu’illustrent ces œuvres se caractérise par le plan ouvert, la diffusion de la lumière et la brillante intégration des lignes courbées allant de la décoration à la structure du bâtiment. Horta va bénéficier d’un budget illimité pour réaliser cette maison. L’immeuble prend place sur une parcelle de 15 mètres à front d’avenue et se développe sur 20 à 25 mètres en longueur. La parcelle traverse l’îlot pour aboutir rue Lens; au- delà du jardin se trouvent les anciennes écuries. La façade arrière est sobre et rationnelle, faisant preuve d’un soin peu commun dans le contexte architectural bruxellois.

### Hôtel Hallet
- 1904-1906[16]
- Avenue Louise 346, 1000 Bruxelles
- Privée
- Hôtel

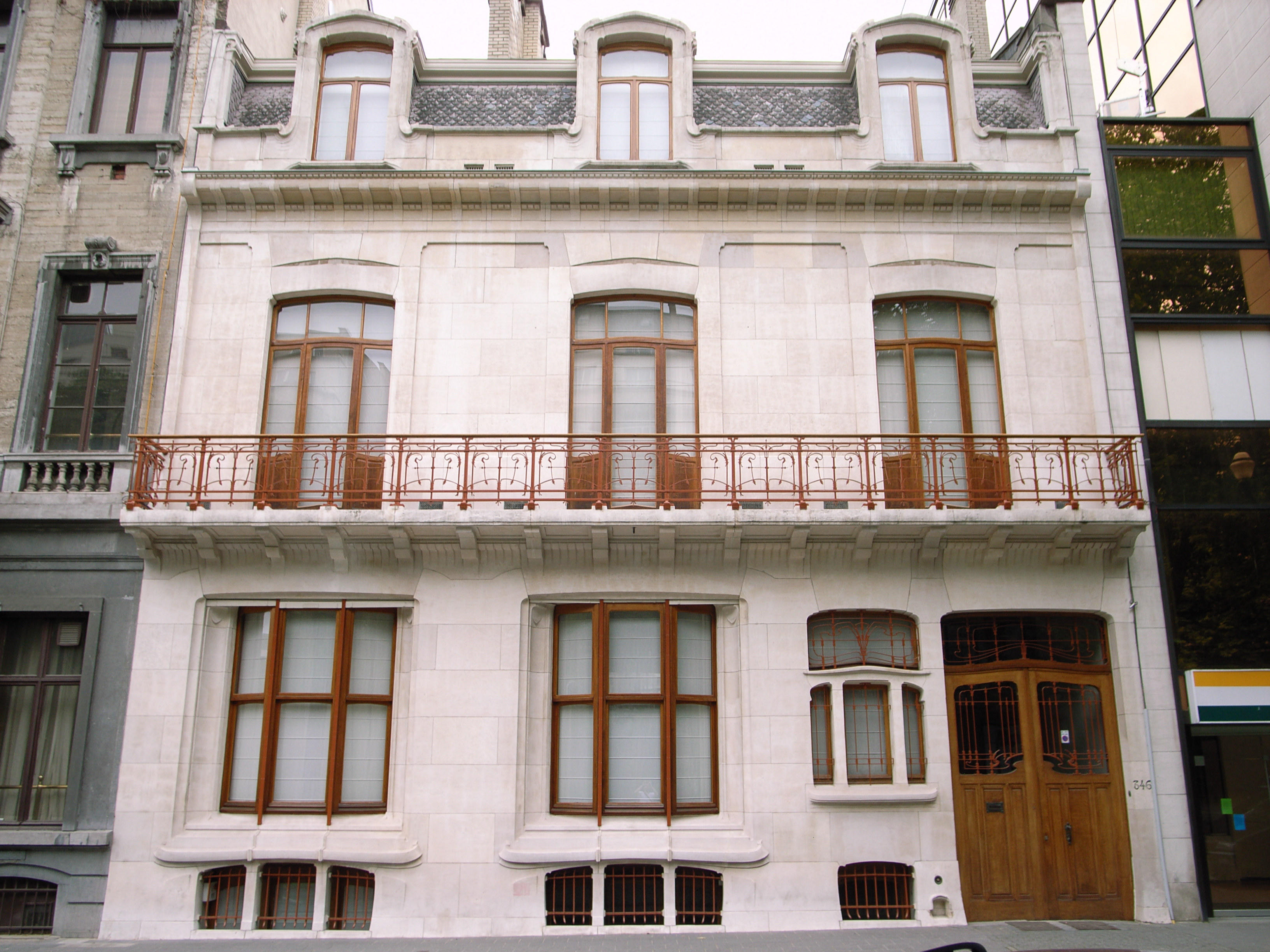
Hôtel Max Hallet

L’Hôtel Max Hallet est un bâtiment de style « Art nouveau » édifié par l’architecte Victor Horta à Bruxelles. Il se dresse sur une des avenues les plus prestigieuses de Bruxelles, dans un quartier très riche en édifices puisqu’on y trouve tout près l’Hôtel Solvay, l’Hôtel Tassel, l’Hôtel Otlet, l’Hôtel De Brouckère, la maison Hankar, l’Hôtel Ciamberlani... C’est entre 1904 et 1906 que Victor Horta construisit cet hôtel de maître pour son ami l’avocat et politicien Max Hallet. L’hôtel fait l’objet d’un classement au titre des monuments historiques depuis le 16 octobre 1975. Cependant, le mobilier initial n’a pas été conservé. En effet, depuis 2001 l’hôtel fait l’objet de plusieurs campagnes de restauration d’abord par l’architecte Xavier Viérin puis l’architecte Barbara Van der Wee, tous deux Belges.